# Mont Gémini Ouest
Le Mont Gémini Ouest est un volcan sous-marin de Nouvelle-Calédonie.